# ローリング・ガール
『ローリング・ガール』（ろーりんぐ・がーる、原題：말아、英題：ROLLING）は、2022年の韓国映画。
日本では2024年2月2日より東京・シネマート新宿ほか全国劇場にて公開。

## ストーリー
コロナ禍のとある町。25歳のジュリは無職で引きこもり生活を送っていた。外食業界が低迷する中、キンパ店を切り盛りしていた母から「キンパ店で働くか、家を貸しに出すか」の2択を迫られたジュリは、しぶしぶ店で働き始める。キンパの作り方さえわからなかったジュリだったが、味付けや巻き方の練習を重ね、少しずつ楽しさを見出していく。
常連の青年や少年、登山家…、家にいては関わることのなかった人たちとの出会いから、ジュリの日常は変化していくのだった。

## キャスト
- ジュリ - シム・ダルギ（英語版）
- ヨンシム - チョン・ウンギョン
- イ・ウォン - ウ・ヒョウォン

## スタッフ
- 監督：クァク・ミンスン
- 日本配給：ライツキューブ